# Рохехтайд Роха
Рохехтайд Роха (ірл. Rothechtaid Rotha) — верховний король Ірландії (згідно середньовічної ірландської історичної традиції).
Час правління: 794—787 до н. е. (згідно «Історії Ірландії» Джеффрі Кітінга) або 1031—1024 до н. е. згідно хроніки Чотирьох Майстрів. Син Роана (ірл. — Róán), онук Файлбе (ірл. — Failbe), правнук Каса Кетхайнгнеха (ірл. — Cas Cétchaingnech), праправнук Файлдергдойта (ірл. — Faildergdóit). За легендами та історичними переказами, він був королем невеликого васального королівства Гайленга (ірл. Gailenga), що на сході Ірландії. Став верховним королем Ірландії після того як вбив свого попередника — Сірну Саеглаха в битві під Аліндом (згідно з «Історією Ірландії» Джеффрі Кітінга). Але «Книга захоплень Ірландії» стверджує, що попередній верховний король Ірландії Сірна Саеглах помер під час епідемії чуми разом зі своїми супротивниками і конкурентами за трон. Таким чином, згідно з цим джерелом, Рохехтайд Роха прийшов до влади мирно, за волею вождів кланів. Рохехтайд Роха був першим верховним королем Ірландії, що використовував колісницю, запряжену четвіркою коней. Цю колісницю він виготовив для своєї королеви. Правив Ірландією протягом семи років, доки не був вбитий блискавкою в Дунсеверіку (ірл. — Dunseverick), що в нинішньому графстві Антрім. Його наступником став його син Елім Олфінехта (ірл. — Elim Olfínechta).